# ベニマツリ

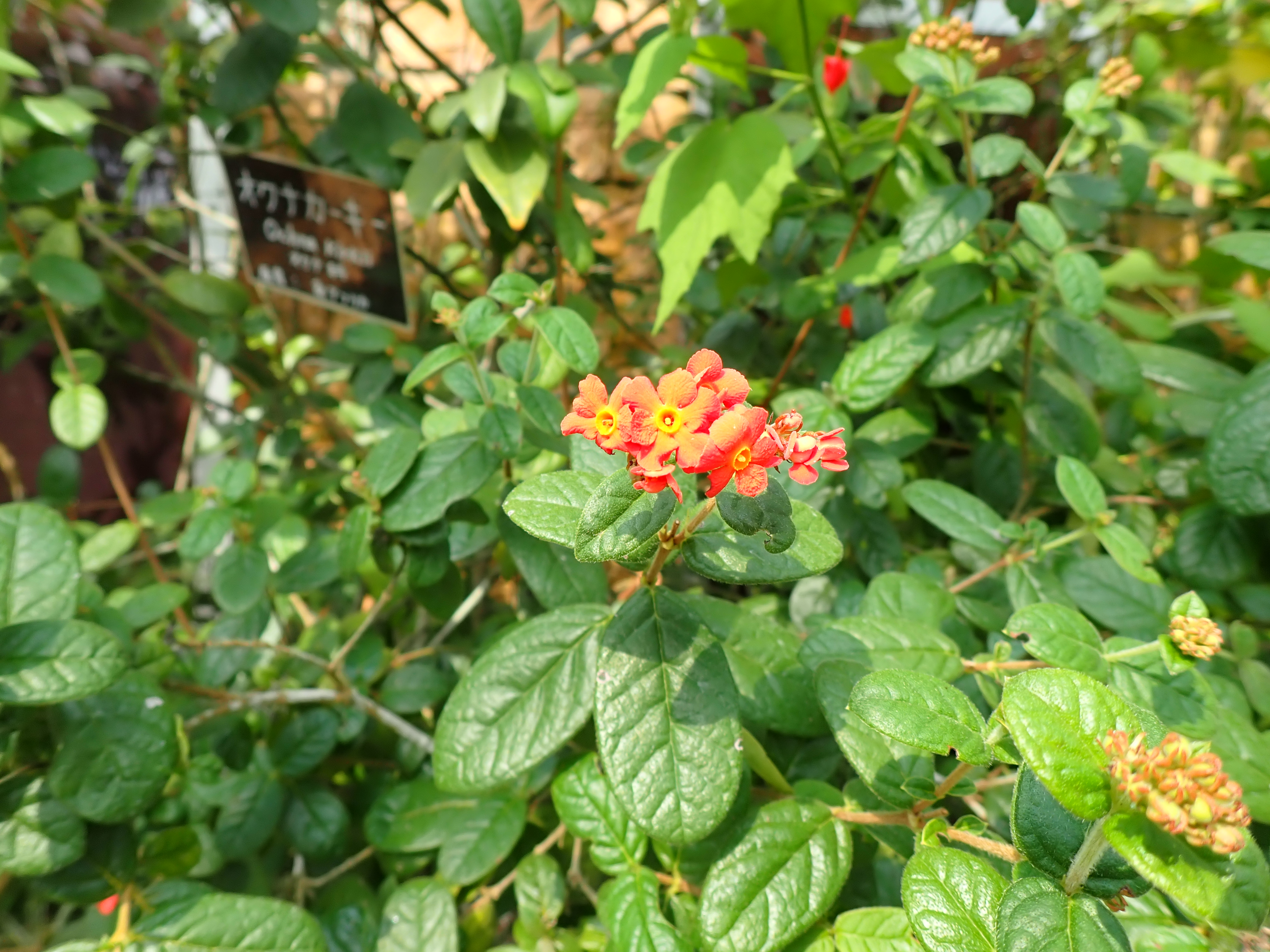
温室内に植栽
（2024年10月 沖縄県本部町 熱帯ドリームセンター）

ベニマツリ（紅茉莉、学名：Rondeletia odorata）はアカネ科ベニマツリ属の低木。種小名odorataは香りがあるという意味だが、本種の花や葉に香りは特にないとも、花に芳香を有するともされる。

## 特徴
高さ2–3 m。葉は長楕円形～卵形で長さ5 cm、対生する。葉表は光沢があり、粗い毛を密生しざらつく。葉縁は内側に巻き付く。花は枝の先端部に10–20個ほどがまとまってつく（集散花序）。花弁は直径1.5–2 cmの赤橙色で、花の中心部は黄色のリング状に突き出る。花の先は4–6枚に分かれ、縮れる。ほぼ周年開花する。

## 分布と生育環境
文献ではキューバ、パナマ、メキシコ原産とされる。POWOではキューバに自生し、パナマとトリニダード・トバゴへは導入とされる。

## 利用
日本へは明治元（1868）年に導入されたとみられている。温室でよく栽培される。地植えまたは鉢植えで育てる。繁殖は挿し木による。乾燥には強いが過湿には弱い。

## ベニマツリ属について
ベニマツリ属は熱帯アメリカや西インド諸島に120種以上が分布するとされる。POWOによると、Rondeletia属はメキシコ南部～仏領ギアナにかけての中南米に154種が認められている。

## かつて同属とされていた種
同じアカネ科で桃色の花が咲くパナマローズArachnothryx leucophyllaはかつて本種と同じベニマツリ属のRondeletia leucophyllaとされていた。図鑑などでも後者の学名で記されているが、こちらは分子系統学的にはハテルマギリなどに近く、本種とは遠縁とされる。